# Нравоучительная книга о шахматах любви
Нравоучи́тельная кни́га о ша́хматах любви́ (фр. Le livre des échecs amoureux moralisés, BNF Fr. 143) — один из восьми сохранившихся манускриптов одноимённой книги Эврара де Конти (фр. Évrart de Conty), иллюминированный Робине Тестаром (фр. Robinet Testard) для графини Луизы Савойской в 1496—1498 годах (по другой версии — около 1500 года).

## Создание манускрипта и его судьба
Книга представляет собой прозаический комментарий к поэме «Шахматы любви» самого Эврара де Конти, созданной в конце XIV века.
Книга Эврара де Конти, личного врача короля Карла VI, «Нравоучительная книга о шахматах любви» написана около 1405 года. Манускрипт Робине Тестара является одной из восьми сохранившихся до нашего времени рукописей этой книги. Количество листов в манускрипте — 416. Листы исписаны с обеих сторон. Размер страницы — 497 × 340 миллиметров (под текстом и миниатюрами, без полей, — 310 × 203 миллиметров). Манускрипт находился в Bibliothèque de Blois в 1518 году.
В настоящее время манускрипт хранится в Национальной библиотеке Франции под индексом Français 143. Этот манускрипт также содержит рукопись (f. 359r-415v) монаха-августинца Якова Великого, духовника короля Карла VI, «L’archiloge Sophie».

## Сюжет поэмы и комментария к ней
Поэма повествует нам о герое, который ищет свою дорогу в жизни. Природа указывает ему два возможных пути. Первый основан на Чувствах, второй — на Разуме. Природа советует ему выбрать путь Разума.
Он отправляется в дорогу и по пути встречается с античными богами: Венерой, Палладой, Юноной и Меркурием.
Каждая богиня предлагает ему свой путь. Венера — путь чувственных наслаждений, ведущий к удовольствию. Паллада призывает последовать пути разума, предлагает ему 35 правил, которые нужно соблюсти. Путь Юноны — деятельность, ведущая к благополучию. Окончание поэмы не сохранилось.
Комментарий аллегорической поэмы вдохновлен «Романом о Розе». Он наполнен символами, касающимися проблем куртуазной любви. Текст представлен как своего рода микрокосм энциклопедических знаний в области философских, литературных и мифологических традиций. Аналогия с макромиром основана на исследовании «музыкальной гармонии», которая регулирует все аспекты существования. Музыкальная метафора имеет центральное значение для понимания этой книги.
Шахматы в книге — аллегория, представляющая в миниатюре: любовь, войну и смерть. Жизнь — шахматная доска, где решения игрока приводят к победе или поражению.

## Миниатюра «Карл Ангулемский и Луиза Савойская играют в шахматы»
Большой интерес представляет первая миниатюра манускрипта. Миниатюра составлена из двух планов, по которым скользит взгляд зрителя. На переднем плане интерьера изображён автор книги Эврар де Конти, на дальнем плане — в помещении, отделённом от переднего проёмом двери, находятся три персонажа за шахматной доской (по одну её сторону граф Карл Ангулемский и его супруга — Луиза Савойская, по другую — неизвестный, его фигура значительно меньше фигуры Луизы Савойской по средневековым правилам изображения).
Луиза Савойская была незаурядным политиком. Не удивительно, что такая женщина была показана играющей шахматную партию. Её положение в композиции миниатюры ставит её в качестве доминанты, а мужчина-противник остаётся анонимным, так как сидит к зрителю спиной, что указывает аудитории на его незначительность в контексте изображения. Карл Ангулемский изображён заинтересованным зрителем шахматной партии, он даже склонился вблизи супруги над доской, на его второстепенность в композиции также указывает собака (дог, обычно собака выражает наряду с благородством ещё и животное начало), которую он продолжает держать на поводке.
Вызывает интерес шахматная доска, изображённая на миниатюре. Её размер — пять на пять клеток. Фигуры красного и коричневого цвета. Робине Тестар иллюстрировал ещё два шахматных трактата «Livre des échecs amoureux» Эврара и «Les échecs moralisés», созданный Jacques de Cessoles, где правильно изображал стандартную доску, поэтому данное изображение не может быть ошибкой дилетанта.

## "Нравоучительная книга о шахматах любви"иТарокки Мантеньи
Итальянские карты Тарокки Мантеньи послужили Тестару в качестве образцов в некоторых из его самых известных миниатюр. Впервые заметил это французский искусствовед Франсуа Авриль. В своем описании рукописи, содержащей «Нравоучительную книгу о шахматах любви», Авриль установил связь между изображением Музыки, которая сидит на двух лебедях в «Le livre des échecs amoureux moralisés» и изображениях Аполлона и Музыки, которые также сидят на лебедях в картах Таро, связываемых с именем Андреа Мантеньи.
Карты Мантеньи в двух сериях с пятьюдесятью гравюрами в каждой обозначаются исследователями буквами «E» (первая серия) или «S» (вторая серия). Неясно, как эти карты могли быть использованы, так как они семь дюймов в высоту на четыре дюйма в ширину. Они слишком велики, чтобы играть в них.
Карты организованы в пять групп: 1) десять мужчин (иерархически организованы от нищего к папе римскому), 2) Аполлон и девять Муз, 3) семь свободных искусств (которые вместе с астрологией, философией и теологией, включают Десять наук и также расположены в иерархическом порядке), 4) три космических принципа и семь добродетелей, 5) десять небесных сфер (опять иерархически расположенные от Луны до Эмпирея).
Считается в настоящее время, что Андреа Мантенья не является создателем ни одной из этих двух серий гравюр. Карты, однако, в основном сходны по иконографии. Из-за иконографических и стилистических соответствий с известными фресками Палаццо Скифанойя, группа карт «Е» относится исследователями ко времени около 1465 года, вероятно, она была создана в Ферраре в кругу Козимо Тура и Франческо дель Косса. «S»-группа также была создана в Ферраре, но, вероятно, примерно двадцать лет спустя, около 1485 года неизвестным художником.
Некоторые ученые считают, что они должны были иметь воспитательные или мнемонические цели; другой, не менее убедительной точкой зрения является утверждающая, что они являются иконографическими источниками или «модельными книгами» по античной мифологии для миниатюристов и гравёров. Lodovico Lazzarelli (1450—1500) описал карты Тарокки Мантеньи как шаблон для изображений богов, Муз и гуманитарных наук. Они действительно неоднократно служили иконографической основой для манускриптов. Очевидно, что Тестар использовал их как «энциклопедию», чтобы изобразить некоторых из античных персонажей и абстрактных аллегорий.

## МанускриптыНравоучительной книги о шахматах любви[4]
- Den Haag, Koninklijke Bibliotheek, 129. A. 15, 4/4 XV
- København, Kongelige biblioteket, Thott 1090 4°, f. 71r—98r, 1468
- Fragment équivalent aux lignes 176v44-183r26. Ms. exécuté à Lille, de 1460 à 1470.
- Paris, Bibliothèque nationale de France, français, 143, f. 1r—357v. Рукопись Робине Тестара
- Paris, Bibliothèque nationale de France, français, 1508
- Paris, Bibliothèque nationale de France, français, 9197, f. 1r—352v, над созданием этого манускрипта трудились Мастер Antoine de Rolin, великого байи в Hainaut, и его супруги, Marie d’Ailly[10], он включает 24 миниатюры
- Paris, Bibliothèque nationale de France, français, 19114
- Paris, Bibliothèque nationale de France, français, 24295
- Современное местонахождение неизвестно: манускрипт фигурирует среди книг герцога Бургундского в 1420 году, его Geoffroi Maupoivre, врач Жана Бесстрашного, получил до 1414 года от Philippe Jossequin.

## Галерея
- Карл Ангулемский
- Луиза Савойская
- Нравоучительная книга о шахматах любви. Карл Ангулемский и Луиза Савойская играют в шахматы
- Нравоучительная книга о шахматах любви. Музыка
- Нравоучительная книга о шахматах любви. Мойры
- Jeu des échecs moralisés, написана Jacob de Cessoles. Изображение Робине Тестаром стандартной доски